# Zemljopis Poljske
Poljska je država u Srednjoj Europi. Zauzima površinu od 312.679 km2 i po površini je 69. država svijeta.
Najveći dio države zauzima poljska ravnica, koja se prostire od Baltičkog mora na sjeveru do Karpata na jugu. Na sjeveru, Poljska posjeduje dvije prirodne luke, veću u blizini grada Gdanjska i drugu na krajnjem sjeverozapadu, u blizini grada Szczecina i poljsko-njemačke granice.
Sjeveroistočni dio Poljske je poznat kao Mazursko-jezerska regija, s oko 2.000 jezera, gusto obrastao šumom i rijetko naseljen. Južno od ove regije, središnjim dijelom države prostire se poljska ravnica, do Sudeta na jugozapadu (poljsko-češka granica) i Karpata na jugu i jugoistoku (na granici sa Slovačkom i Ukrajinom). Središnja ravnica oblikovana je erozijom ledenjaka tijekom pleistocenskog ledenog doba. Što se tiče klime, Poljska se uglavnom nalazi unutar umjerenog klimatskog pojasa.
Dijeli kopnenu granicu sa sljedećim državama: Bjelorusija (418 km), Češka (796 km), Njemačka (467 km), Litva (104 km), Rusija (preko Kalinjingradske oblasti u dužini od 210 km), Slovačka (541 km) i Ukrajina (535 km). Pomorska je država i izlazi na sjeveru na Baltičko more.
Poljska se prostire 876 kilometara u pravcu sjever-jug i 689 kilometara od istoka prema zapadu. Prosječna nadmorska visina iznosi 173 metara, a samo 3% poljskoga teritorija, uz južnu granicu je iznad 500 metara nadmorske visine. Najviši vrh je Rysy, koja se uzdiže 2499 metara iznad mora, a nalazi se 95 kilometara južno od Krakova, unutar planinskog masiva Tatri. Oko 60 km 2 poljskoga teritorija, duž obale Gdanjskoga zaljeva nalazi se ispod razine mora. Poljska ima 21 vrh s preko 2000 m nadmorske visine i svi oni se nalaze u planinama Tatre. Ovo područje se u Poljskoj dijeli na područje Visokih i Zapadnih Tatri. To je najviši planinski lanac Poljske i Karpata.
Najduže rijeke Poljske su: Visla (1047 km), granična rijeka Odra (854 km), Varta (808 km) i Bug (772 km) koji čini istočnu granicu zemlje. Ukupno 99,7% (312 683 km²) površine Poljske pripada slivu rijeka, koje se ulivaju u Baltičko more, od kojih su najvažnije Visla i Odra.
Šume pokrivaju 28% površine. Preko polovice teritorija koristi se za poljoprivredu, od čega najviše za ratarstvo. Stočarstvo je zastupljeno u brdsko-planinskim područjima. Preko 1% ukupne površine (3.145 km²) otpada na 23 nacionalna parka. Po ovome Poljska zauzima prvo mjesto u Europi. 

## Statistika
- površina - 312.679 km2, nešto manja od američke savezne države New Mexico
- granice: kopnena 3511 km i pomorska granica 439 km
- Graniči s ovim državama: Bjelorusija (418 km), Češka (796 km), Njemačka (467 km), Litva (104 km), Rusija (210 km), Slovačka (541 km) i Ukrajina (535 km)
- najniža tačka Raczki Elbląskie - 1,8 m ispod razine mora
- najviša tačka Rysy - 2.499 m iznad razine mora

## Galerija
- Rijeka Visla
- Jezera u Tatrama
- Nacionalni park Słowiński
- Nacionalni park Ojcow